# 한도 (수호전)

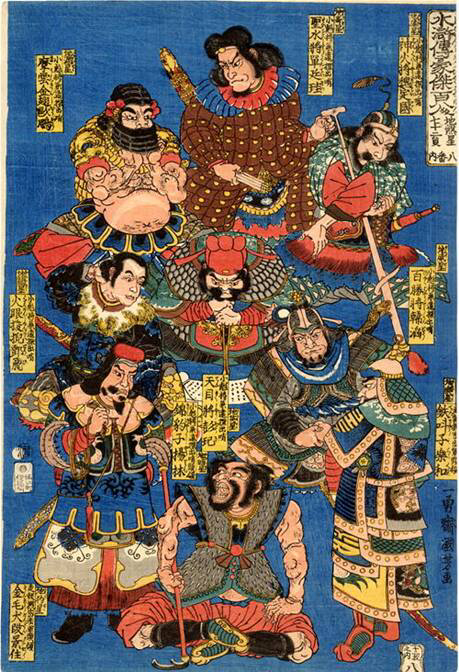

한도(韓滔)는 중국의 사대기서(四大奇書) 중 하나인 《수호전》(水滸傳)에 등장하는 인물로, 108성 중 42위이자 지살성(地煞星)의 지위성(地威星)에 해당한다. 별호는 백승장(百勝將). 백전연마 장군의 뜻에서 유래했다. 대추나무로 만든 긴 창, 조목삭(棗木槊)을 무기로 한다. 호연작이 양산박 토벌사령관에 임명될 때 팽기와 함께 호연작의 부장으로 발탁되었다.

## 생애
한도는 무과에 합격한 관군 엘리트였으며(양산박내에서 다른 합격자는 양지뿐이다.) 진주 단련사를 지냈다.
호연작이 양산박 토벌의 지휘관이 되었을 때 호연작의 추천을 받아 토벌군의 부장에 가담하여 팽기와 함께 군사를 이끌고 싸운다. 팽기는 도중 양산박에 생포되지만 한도는 연환마 작전을 구사하여 전투를 유리하게 진행시킨다. 하지만 양산박의 동료가 된 서녕으로 인해 양산박이 구겸창을 쓰자 패하고 유당, 두천에게 사로잡힌다. 이후 먼저 양산박에 항복한 오른 팽기와 능진의 설득을 받아 양산박에 들어간다.
양산박 입산 후에는 마군 소표장 겸 척후가 되어 호연작의 부장으로 팽기와 함께 전선에서 싸운다. 송나라 조정에 귀순 후에도 팽기와 항상 함께 행동하여 요나라전과 전호, 왕경토벌에 참전하지만 방랍토벌의 상주 전투에서 적장 김절과 싸우다가 김절이 도망치자 이를 쫓다가 고가립의 화살에 맞아 낙마한 것을 장근인이 창으로 찔러 전사하였다.